# 昝姓
昝姓在《百家姓》中排名第165位。
2023年中華民國內政部姓名統計分析 （页面存档备份，存于）中，昝姓在台灣排名第489名，共144人。

## 字源
徐铉《说文解字》校订认为“昝”是由音形俱近的“朁”字讹变而来。

## 延伸阅读
[在维基数据编辑]
 《百家姓》
 《欽定古今圖書集成·明倫彙編·氏族典·昝姓部》，出自陈梦雷《古今圖書集成》